# Cień na północy
Cień na północy (ang. The Shadow in the North) – brytyjski film przygodowy z 2007 roku w reżyserii Johna Alexandra. Wyprodukowana przez wytwórnię British Broadcasting Corporation (BBC) i NOVA/WGBH Boston.
Premiera filmu odbyła się 15 września 2007 w Wielkiej Brytanii. Zdjęcia do filmu zrealizowano w Londynie w Anglii w Wielkiej Brytanii.

## Opis fabuły
Akcja filmu rozgrywa się w Anglii w roku 1878. Pewna starsza kobieta traci dużą sumę pieniędzy poprzez zainwestowanie w brytyjską firmę żeglugową. Sally Lockhart (Billie Piper), która pracuje jako doradca finansowy, bada okoliczności zatopienia statku. Odkrywa, że sprawa ma związek z bronią parową i pewnym młodym magiem.

## Obsada
Źródło: Filmweb
- JJ Feild jako Fred Garland
- Billie Piper jako Sally Lockhart
- Owen Roe jako Bram Stoker
- Georgia King jako Lady Mary
- Jared Harris jako Axel Bellmann
- Doña Croll jako Nellie Budd
- David Harewood jako Nicholas Bedwell
- Hayley Atwell jako Rosa Garland
- Matt Smith jako Jim Taylor
- John Standing jako Webster Garland
- Antonia Pemberton jako panna Walsh
- Julian Rhind-Tutt jako Alistair MacKinnon